# Golcowate
Golcowate, golce (Heterocephalidae) – monotypowa rodzina ssaków z podrzędu jeżozwierzowców (Hystricomorpha) w obrębie rzędu gryzoni (Rodentia).

## Zasięg występowania
Rodzina obejmuje jeden żyjący współcześnie gatunek występujący we wschodniej Afryce.

## Morfologia
Długość ciała (bez ogona) 70–110 mm, długość ogona 30–50 mm; masa ciała 15–70 g (przeważnie 30–35 g).

## Systematyka
Przez długi czas Heterocephalidae były zaliczane do Bathyergidae w randze podrodziny ze względu na wiele cech wspólnych. Wraz z pierwszymi badaniami genetycznymi obu tych grup uznano, że Heterocephalidae są jedynie w niewielkim stopniu spokrewnione z Bathyergidae, a różne systemy genetyczne potwierdzają odległe pochodzenie tych zwierząt. Najnowsze szacunki wskazują, że rozejście obu tych taksonów nastąpiło w późnym wczesnym oligocenie (około 32 miliony lat temu). W tym czasie współczesne grupy gryzoni z obrębu Caviomorpha (kawie, jeżozwierze, szynszyle i kolczaki) dopiero zaczynały się różnicować w Ameryce Południowej, a wspólny przodek małp człekokształtnych i pozostałych małp w dalszym ciągu przemierzał Afrykę Wschodnią. Obie linie (golce i kretoszczury) są reprezentowane w mioceńskim zapisie kopalnym w Afryce Wschodniej. Podczas długiej izolacji od innych linii gryzoni, golce wykształciły wiele unikatowych cech pochodnych, które uzasadniają umieszczenie ich w odrębnej rodzinie.
Rodzaj zdefiniował w 1842 roku niemiecki przyrodnik Eduard Rüppell na łamach Museum Senckenbergianum. Na gatunek typowy Rüppell wyznaczył (oznaczenie monotypowe) golca piaskowego (H. glaber). 

### Etymologia
- Heterocephalus: gr. ἑτερος heteros ‘różny, inny’; -κεφαλος -kephalos ‘-głowy’, od κεφαλη kephalē ‘głowa’[12].
- Fornarina: La Fornarina, obraz włoskiego malarza i architekta renesansowego Rafaela Santiego[3]. Typ nomenklatoryczny (oznaczenie monotypowe): Heterocephalus phillipsi O. Thomas, 1885 (= Heterocephalus glaber Rüppell, 1842).

### Podział systematyczny
Do rodzaju należy jeden rodzaj golec (Heterocephalus) z jednym występującym współcześnie gatunkiem:
- Heterocephalus glaber Rüppell, 1842 – golec piaskowy

Opisano również gatunki wymarłe na terenie Afryki:
- Heterocephalus atikoi Wesselman, 1984[15] (Etiopia; plejstocen)
- Heterocephalus jaegeri Denys, 1989[16] (Tanzania; plejstocen)
- Heterocephalus manthii Denys, 2011[17] (Tanzania; pliocen)
- Heterocephalus quenstedti Dietrich, 1942[18] (Tanzania; pliocen–plejstocen)